# Longkou

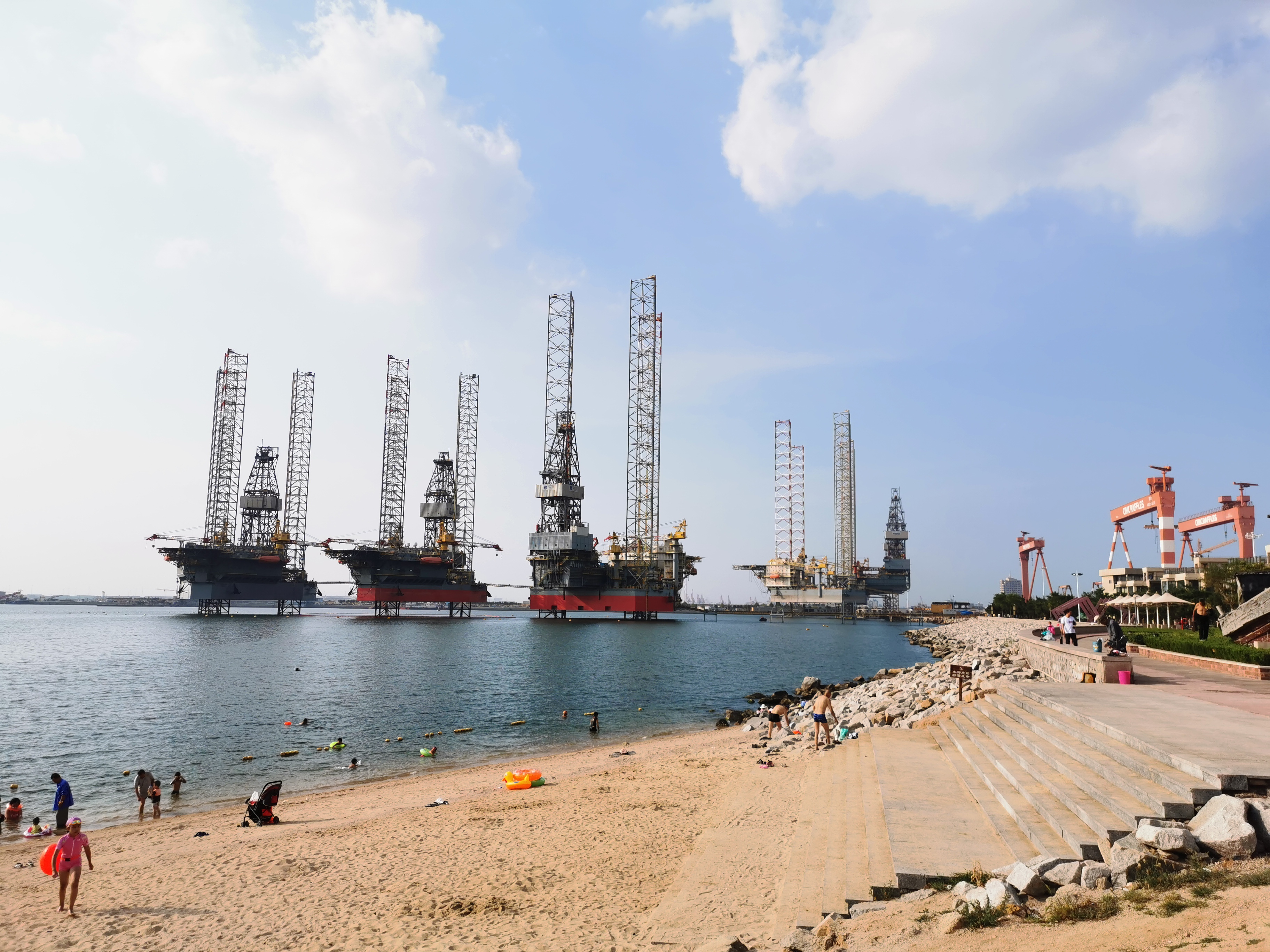
Der Strand von Longkou

Longkou (chinesisch 龙口市, Pinyin Lóngkǒu Shì) ist eine kreisfreie Stadt in der ostchinesischen Provinz Shandong, die zum Verwaltungsgebiet der bezirksfreien Stadt Yantai gehört. Sie hat eine Fläche von 893,8 km² und zählt 688.255 Einwohner (Stand: Zensus 2010).
Die frühere Residenz der Familie Ding (丁氏故宅 Ding shi guzhai) und die Stätte der alten Stadt Guicheng (归城城址 Guicheng chengzhi) aus der Bronzezeit stehen auf der Liste der Denkmäler der Volksrepublik China.